# Movimento de Reforma das Forças Armadas
O Movimento de Reforma das Forças Armadas (em inglês:  Reform the Armed Forces Movement, também conhecido pela sigla RAM) foi um conluio de oficiais das Forças Armadas das Filipinas conhecido por várias tentativas de tomada do poder nas Filipinas durante as décadas de 1980 e 1990. Em 1986, alguns destes oficiais lançaram um golpe de Estado fracassado contra Ferdinand Marcos, levando um grande número de civis a tentar impedir Marcos de exterminar os rebeldes do movimento. Isso acabou se transformando na Revolução do Poder Popular de 1986, que pôs fim à ditadura de Ferdinand Marcos e o forçou ao exílio. Mais tarde, o movimento tentou seis golpes de Estado contra a administração de Corazon Aquino.

## Formação
De organização apolítica e profissional, as Forças Armadas das Filipinas durante o governo Marcos tornou-se altamente politizada e as promoções eram dadas não por mérito, mas por afiliação ou patrocínio. Isto levou à formação de vários conluios nas Forças Armadas, incluindo o Esquadrão Diablo, que mais tarde seria chamado de Guardian Brotherhood, Inc., e o Movimento de Reforma das Forças Armadas.
O Movimento de Reforma das Forças Armadas foi fundado em 23 de julho de 1982 por um grupo de oficiais militares subalternos que estavam descontentes com a política de clientelismo e corrupção nas Forças Armadas das Filipinas. O seu objetivo declarado era "reformar o serviço, promover o nacionalismo e o patriotismo e lutar contra a corrupção e atividades criminosas". Além de enfrentar o “problema do favoritismo, da incompetência e da corrupção na alta liderança”.
Três membros da turma Matatag da Academia Militar das Filipinas de 1971, Gregorio Honasan, Victor Batac e Eduardo Kapunan, foram os principais fundadores do grupo, e a maioria de seus membros veio da turma de 1971. Os primeiros oficiais a ingressar no Movimento de Reforma das Forças Armadas foram em sua maioria membros das classes de 1971 a 1984 - soldados que passaram suas carreiras durante a era da Lei Marcial e a era "Bagong Lipunan" que se seguiu, todos sob o comando de Ferdinand Marcos como Comandante-em-Chefe.